# Union pour le renouveau démocratique
Pour les articles homonymes, voir Union pour le renouveau démocratique/Front pour l'alternance et Renouveau démocratique.
L'Union pour le renouveau démocratique (URD) est un parti politique sénégalais.

## Histoire
Il est fondé par Djibo Leyti Kâ, ministre sous la présidence d'Abdou Diouf, après une scission d'avec le Parti socialiste, et officiellement reconnu le 30 juillet 1998.
En 2000 une fraction du parti animée par Mahmoud Saleh fait sécession pour créer l'Union pour le renouveau démocratique/Front pour l'alternance.
Lors des élections législatives de 2001, l'URD a remporté 69 109 voix, soit 3,7 %, et obtenu trois sièges sur les 120 que comptait alors l'Assemblée nationale du Sénégal.

## Orientation
C'est un parti de gauche qui définit ainsi ses objectifs : « la conquête démocratique du pouvoir afin de mettre en pratique les projets et les idées qui fondent le développement des sociétés démocratiques modernes et d'assurer à chaque citoyen le plein épanouissement de sa personnalité ».

## Symboles
La couleur grise et la main ouverte avec trois doigts dressés, le pouce s'appuyant sur l'auriculaire plié sont les signes distinctifs du parti.

## Organisation
Son siège est à Dakar. Son porte-parole est Diégane Sène.